# Tune Up!
Tune Up! é um projeto de dance music formado por DJ Manian (Manuel Reuter) e Yann Pfeiffer (mais conhecido como Yanou), ambos da banda Cascada e Manyou. Markus Beilke (aka Triffid) já foi membro do grupo, mas deixou-o logo após a fundação do mesmo. De acordo com o perfil do MySpace da banda, o grupo não está mais ativo.
O grupo lançou apenas alguns singles: "Basstest", "Raver's Fantasy/Start the Game", "Forever Young/Another Day", "Feel Fine/Have You Ever Been Mellow", "Rhythm & Drums/Bounce", "Dance Dance" (com Andy Lopez).